# Лангенсенделбах
Лангенсенделбах (њем. Langensendelbach) општина је у њемачкој савезној држави Баварска. Једно је од 29 општинских средишта округа Форххајм. Према процјени из 2010. у општини је живјело 2.924 становника. Посједује регионалну шифру (AGS) 9474146.

## Географски и демографски подаци
Лангенсенделбах се налази у савезној држави Баварска у округу Форххајм. Општина се налази на надморској висини од 296 метара. Површина општине износи 9,6 km². У самом мјесту је, према процјени из 2010. године, живјело 2.924 становника. Просјечна густина становништва износи 305 становника/km².